# لوئیس اوسوس
لوئیس اوسوس (اسپانیایی: Luis Usoz‎; ۱۹ اکتبر ۱۹۳۲ – ۱۰ مارس ۱۹۹۲) بازیکن هاکی روی چمن اهل اسپانیا بود که در بازی‌های المپیک تابستانی ۱۹۶۰ و بازی‌های المپیک تابستانی ۱۹۶۴ شرکت کرد.  او پدر پابلو اوسوس، بازیکن بین المللی هاکی بود.